# Ichthybotus bicolor
Ichthybotus bicolor is een haft uit de familie Ichthybotidae. De wetenschappelijke naam van de soort is voor het eerst geldig gepubliceerd in 1923 door Tillyard.
De soort komt voor in het Australaziatisch gebied.